# Boone (Carolina do Norte)
Boone é uma pequena cidade  localizada no estado norte-americano de Carolina do Norte, no Condado de Watauga.

## Demografia
Segundo o censo norte-americano de 2000, a sua população era de 13.472 habitantes.
Em 2006, foi estimada uma população de 13.328, um decréscimo de 144 (-1.1%).

## Geografia
De acordo com o United States Census Bureau tem uma área de
15,1 km², dos quais 15,1 km² cobertos por terra e 0,0 km² cobertos por água. Boone localiza-se a aproximadamente 962 m acima do nível do mar.

## Localidades na vizinhança
O diagrama seguinte representa as localidades num raio de 20 km ao redor de Boone.